# Grille antidiffusante
La grille antidiffusante est un outil utilisé en radiographie pour améliorer la qualité de l'image radiologique, en diminuant la contribution du rayonnement diffusé (Compton, Rayleigh).

Cette grille se place entre le patient et le détecteur. La grille antidiffusante doit être entre le patient et le posemètre automatique (ou radioposemètre, ou cellule) s'il est utilisé, afin d'éviter un cliché sous-exposé.

## Principe de fonctionnement de la grille antidiffusante

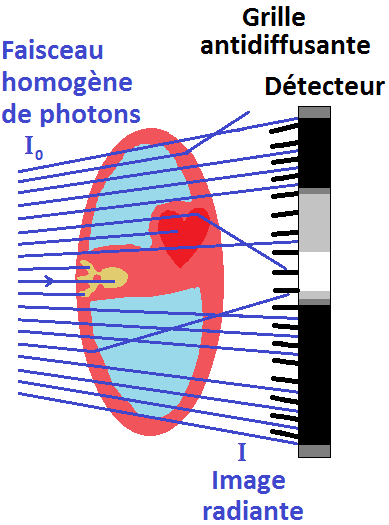
Principe d'une radiographie avec grille antidiffusante.

Lors de la traversée du patient par les rayons X (ou photons X), ceux-ci subissent deux principaux phénomènes :

- l'absorption photoélectrique, aussi appelée effet photoélectrique, représente les rayons X absorbés par les structures anatomiques du patient, et qui contribuent donc à la formation de l'image radiologique exploitable.
- la diffusion Compton, aussi appelée effet Compton, représente les rayons X qui ont été déviés de leur trajectoire initiale par les structures anatomiques du patient, et qui ne contribuent donc pas à la formation d'une image radiologique interprétable, puisque les rayons X impriment alors des zones qui n'ont pas lieu d'être.

Le but de la grille antidiffusante est de sélectionner les rayons X et de supprimer ceux issus de la diffusion Compton avant qu'ils n'atteignent le détecteur. Pour ce faire, cette grille est constituée de mince lames de plomb en rangées très fines, et orientées de façon à pointer vers la source quasi ponctuelle de rayons X fournis par le tube à rayons X (car les rayons X sont produits en faisceau conique). Ces lames sont donc disposées en cercles concentriques à partir du centre de la grille antidiffusante.

Ainsi les rayons X contribuant à la formation de l'image radiologique (ceux qui filent tout droit) passent à travers la grille en subissant peu de modifications ; tandis que les rayons X issus de la diffusion Compton viennent buter contre les lames de plomb. Les lames vont alors absorber le rayonnement, et les rayons X diffusés n'atteindront pas le détecteur.

En résumé, l'utilisation de la grille antidiffusante permet d'obtenir une image radiologique beaucoup plus interprétable. Cependant l'usage de la grille a pour effet notable d'absorber aussi une partie des rayons X utilisables. Pour pallier cet effet indésirable, il faut augmenter les constantes d'exposition.

Une grille antidiffusante peut avoir tous les formats utilisés en radiographie. D'une épaisseur d'environ 3 mm, son poids est assez important du fait de sa composition en plomb, et varie en fonction du format utilisé.